# Esposizione del corpo di san Bonaventura
Esposizione del corpo di san Bonaventura è un dipinto del pittore spagnolo Francisco de Zurbarán, realizzato nel 1629 e conservato al Museo del Louvre a Parigi.

## Descrizione
L'opera raffigura il rito del funerale o l'esposizione della salma del santo francescano Bonaventura da Bagnoregio ed è parte di una serie di dipinti su di esso che alcuni sono conservati al Louvre, per esempio San Bonaventura al Concilio di Lione (Louvre),  San Bonaventura e l'Angelo (Dresda), San Bonaventura e san Tommaso d'Aquino di fronte al crocifisso (Berlino), il quale precede nella sequenza cronologica con l'Esposizione del corpo di san Bonaventura.
Dopo essersi ammalato Bonaventura fu afflitto da convulsioni così forti da non poter ricevere l'estrema unzione, ma poi l'Ostia passò attraverso il suo corpo, ricevendolo lui per miracolo. 
San Bonaventura appare con una faccia scura, è ricoperto con paramenti liturgici e spicca nelle sue gambe un capello da cardinale di colore rosso vivo sui suoi vestiti bianchi.
La composizione è una delle più rischiose e meglio risolte da Francisco de Zurbarán che di solito era caratterizzato dalla semplicità della disposizione degli elementi mostrati nel dipinto. Si trova in uno scorcio diagonale, circondato da personaggi disposti a semicerchio attorno ad esso, tra cui papa Gregorio X  e il re Giacomo I d'Aragona.